# Polycope elongata
Polycope elongata är en kräftdjursart som beskrevs av Hartmann 1954. Polycope elongata ingår i släktet Polycope, och familjen Polycopidae. Arten har ej påträffats i Sverige.